# Saussède
Le ruisseau de la Saussède est un cours d'eau qui traverse le département des Landes et un affluent droit de l'Adour dans le bassin versant de celui-ci.

## Hydronymie
« Saussède » vient du gascon sauceda qui signifie « saulaie » ou « saussaie », lui-même formé de sauç (latin salicem = saule) + -eda (latin -etam : suffixe collectif végétal).

## Géographie
D'une longueur de 11,4 kilomètres, il prend sa source sur la commune de Angoumé (Landes), à l'altitude 46 mètres.
Il coule du nord-est vers le sud-ouest et se jette dans l'Adour à Saubusse (Landes), à l'altitude 6 mètres, sous le nom de ruisseau de Jouanin.

## Communes et cantons traversés
Dans le département des Landes, le ruisseau de la Saussède traverse quatre communes et deux cantons, dans le sens amont vers aval : Angoumé (source), Rivière-Saas-et-Gourby, Saint-Geours-de-Maremne et Saubusse (confluence).
Soit en termes de cantons, le ruisseau de la Saussède prend source dans le canton de Dax-Nord, arrose le canton de Soustons et revient confluer dans le canton de Dax-Nord.

## Affluents
Le ruisseau de la Saussède a trois affluents référencés :
- le ruisseau de Hontanx (rd) ;
- le ruisseau de Laiguillon (rg), 3,1 km sur Rivière-Saas-et-Gourby ;
- la Barthe Ouverte (rg).

Géoportail mentionne un autre tributaire :
- le ruisseau de Jouanin (rd).